# Luxemburgische Eishockeyliga 1998/99
Die Saison 1998/99 war die dritte Spielzeit der luxemburgischen Eishockeyliga, der höchsten luxemburgischen Eishockeyspielklasse. Meister wurde zum insgesamt dritten Mal in der Vereinsgeschichte Tornado Luxembourg.

## Hauptrunde
|    | Klub                  | Punkte |
| -- | --------------------- | ------ |
| 1. | Tornado Luxembourg    | 12     |
| 2. | Lokomotive Luxembourg | 8      |
| 3. | IHC Beaufort          | 4      |
| 4. | Rapids Remich         | 0      |

Sp = Spiele, S = Siege, U = Unentschieden, N = Niederlagen